# Elezioni in Unione Sovietica
Le elezioni in Unione Sovietica erano a suffragio universale con voto diretto e scrutinio segreto. Potevano votare tutti i cittadini dell'URSS di età superiore ai 18 anni senza distinzione di sesso, nazionalità e stato sociale, ad eccezione di persone con infermità mentale o con il diritto di voto revocato da un tribunale per condanna penale.
Tuttavia, dal 1922 al 1936 le elezioni pansovietiche non erano dirette e generali, poiché i candidati al Congresso dei Soviet venivano nominati dai Soviet provinciali e repubblicani e il diritto di voto veniva garantito soltanto a chi viveva del proprio lavoro. Fino al 1988, a livello pansovietico, il Partito Comunista dell'Unione Sovietica era l'unico partito autorizzato, i deputati venivano scelti dal PCUS e dalle organizzazioni pubbliche ed eletti nell'unica lista del Blocco dei comunisti e dei senza partito.

## Sistema elettorale dal 1922 al 1936

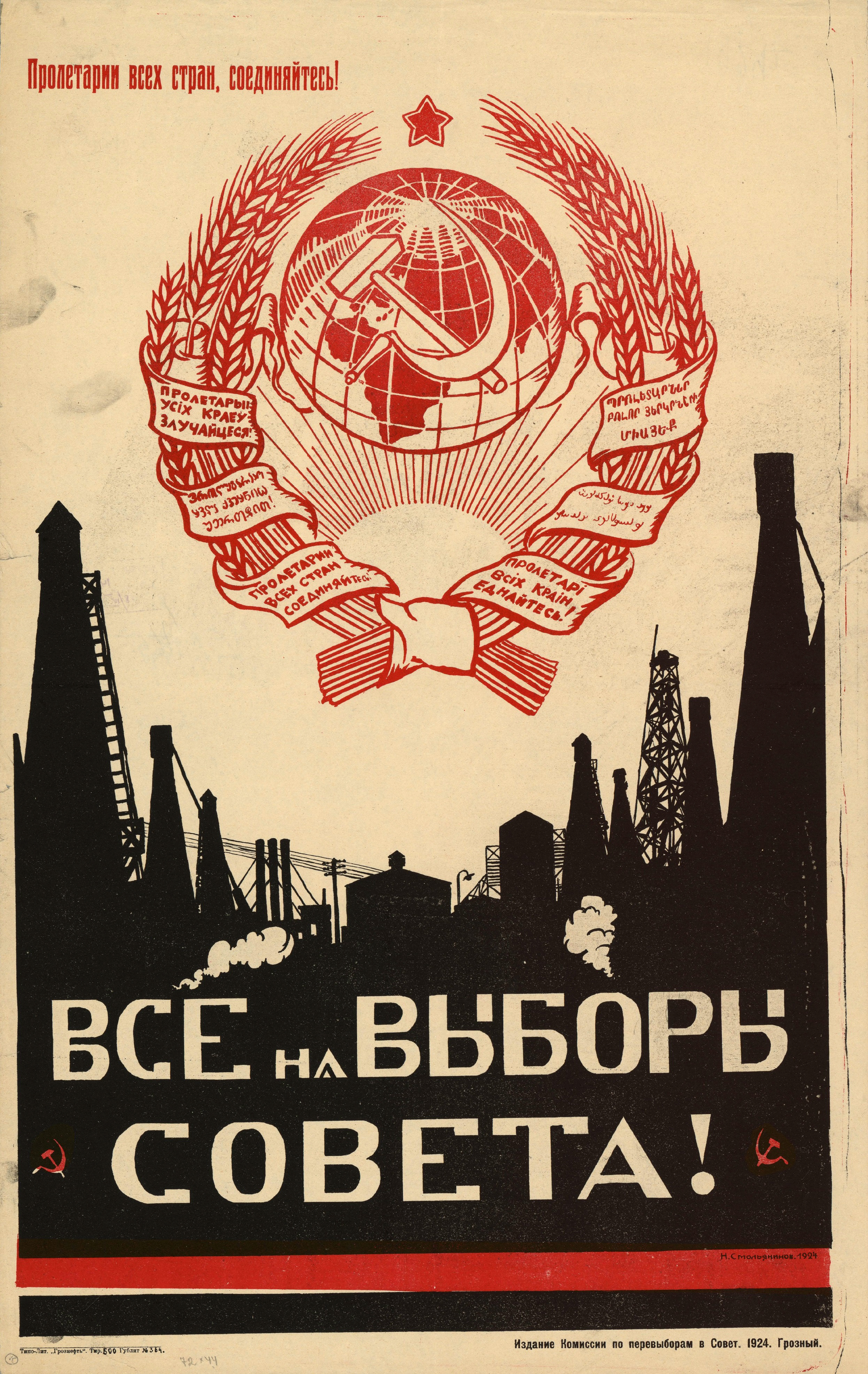
"Tutti alle elezioni del Soviet!", manifesto del 1924.

Dal 1922 al 1924 il sistema elettorale era basato sulla Costituzione di ciascuna Repubblica sovietica e sul Trattato sulla creazione dell'URSS firmato il 30 dicembre 1922. La Costituzione sovietica del 1924 riprendeva sostanzialmente la dichiarazione e il trattato fondativi. Le votazioni avvenivano per alzata di mano in assemblee pubbliche, con la supervisione dei membri del Partito Comunista, del Komsomol e di altre organizzazioni pubbliche. Vi era la possibilità di revocare in anticipo i poteri di un deputato eletto e richiamarlo.
L'organo elettivo supremo era il Congresso dei Soviet dell'Unione Sovietica (in russo Съезд Советов СССР?, S"ezd Sovetov SSSR), composto dai rappresentanti dei Soviet cittadini e degli insediamenti urbani al tasso di 1 deputato ogni 25 000 elettori e rappresentanti dei congressi dei Soviet delle gubernii al tasso di 1 deputato ogni 125 000 abitanti. I deputati venivano eletti ai Congressi dei Soviet delle gubernii oppure, nel caso in cui una repubblica sovietica non avesse avuto gubernii, direttamente dal Congresso dei Soviet della RSS.
Il Congresso dei Soviet dell'URSS nominava infine i 371 membri del Comitato esecutivo centrale, diviso in Soviet dell'Unione e delle Nazionalità, tra i rappresentanti eletti da ciascuna repubblica sovietica. Il Soviet dell'Unione aveva 414 membri nominati dai delegati repubblicani, mentre il Soviet delle Nazionalità aveva 131 membri eletti dai comitati esecutivi delle repubbliche sovietiche e repubbliche autonome, nonché dalle regioni autonome: 5 deputati per ciascuna repubblica sovietica o autonoma, 1 per ogni regione autonoma.
Nonostante l'aumento del territorio e della popolazione dello stato sovietico, le norme per le elezioni del Congresso dei Soviet dell'URSS erano mutuate da quelle per il Congresso panrusso dei Soviet.
La costituzione del 1924 non specificava norme sul diritto di voto dei cittadini e ogni repubblica sovietica aveva un proprio sistema elettorale compatibile con la legge pansovietica. Nella RSFS Russa, per esempio potevano votare ed essere eletti tutti i cittadini sovietici, senza distinzione di sesso e nazionalità, di età superiore ai 18 anni che si guadagnavano da vivere attraverso il proprio lavoro produttivo e socialmente utile, le persone impiegate nella famiglia, i contadini che non impiegavano il lavoro salariato a scopo di lucro e i soldati dell'Armata e della Flotta Rossa degli operai e dei contadini. Erano considerati elettori anche i cittadini che avevano perso la capacità di lavorare a causa di disabilità fisiche. Non potevano votare né essere eletti i cittadini che ricorrevano al lavoro salariato a scopo di lucro, di rendita (interessi su capitale, redditi da imprese, proventi da proprietà, ecc.), gli operatori privati, gli intermediari commerciali, monaci, preti e funzionari religiosi, i membri e dipendenti degli organi di sicurezza dell'ex Impero russo e della casa reale, le persone con infermità mentale o con il diritto di voto revocato da un tribunale.
Il 16 gennaio 1925, il Presidium del Comitato Esecutivo Centrale dell'URSS introdusse un numero minimo obbligatorio di elettori partecipanti alle elezioni: se vi avesse partecipato almeno il 35% degli aventi diritto, le elezioni sarebbero state annullate e ripetute. Le commissioni elettorali avrebbero dovuto monitorare rigorosamente il rispetto delle leggi elettorali sovietiche, prevenire la loro violazione da parte delle autorità locali e garantire che non ci fossero pressioni sugli elettori né privazioni arbitrarie del diritto di voto. Successivamente, il CEC stabilì un'unica procedura elettorale e le tempistiche per le elezioni in qualsiasi suddivisione amministrativa dell'URSS, mantenendo sempre il voto indiretto, a suffragio ristretto e ad alzata di mano.

## Sistema elettorale dal 1936 al 1988
La Costituzione sovietica del 1936 introdusse il suffragio universale diretto e il voto segreto. L'organo supremo elettivo dello Stato divenne il Soviet Supremo dell'URSS, diviso in Soviet dell'Unione e Soviet delle Nazionalità. Ogni RSS aveva un proprio Soviet Supremo monocamerale eletto secondo una procedura stabilita dalla Costituzione della RSS ma simile a quella pansovietica.

### Procedura

#### Indizione delle elezioni

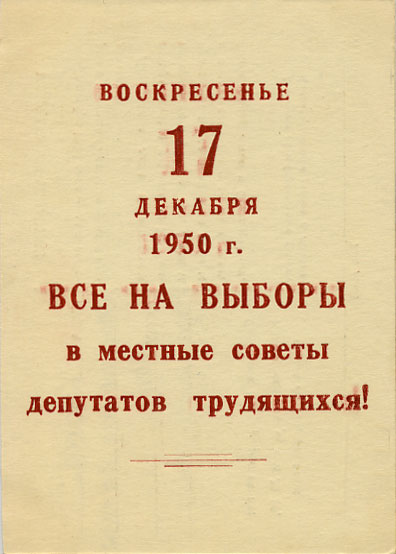
"Domenica 17 dicembre 1950 tutti alle elezioni dei Soviet locali dei deputati lavoratori!", invito per gli elettori.

Il Presidium del Soviet Supremo dell'Unione Sovietica era incaricato di indire le elezioni per le camere del Soviet Supremo dell'URSS tramite un decreto da pubblicare entro due mesi prima della fine della legislatura. Per aumentare l’affluenza alle urne, le autorità avviavano una campagna tramite articoli di giornali, manifesti e inviti.

##### Circoscrizioni e seggi elettorali
Il Presidium del Soviet supremo dell'URSS era incaricato di stabilire le circoscrizioni elettorali per l'elezione delle camere Soviet Supremo, e ogni circoscrizione inviava un deputato. Per l'elezione dei deputati al Soviet dell'Unione e delle Nazionalità doveva essere formato un numero uguale di circoscrizioni elettorali i cui confini dovevano essere stabiliti considerando la ripartizione amministrativo-territoriale delle repubbliche. Le liste delle circoscrizioni venivano pubblicate contestualmente al decreto del Presidium del Soviet Supremo sull'indizione delle elezioni. Una circoscrizione elettorale per l'elezione del Soviet dell'Unione era composta da 300 mila abitanti. Per il Soviet delle Nazionalità, vi erano 25 circoscrizioni (aumentate a 32 nel 1977) per le Repubbliche sovietiche, 11 per ciascuna repubblica autonoma, 5 per ciascuna oblast' autonoma e 1 circoscrizione in ciascun okrug autonomo.
Le circoscrizioni erano divise in seggi elettorali presenti nei quartieri delle città e nelle unità militari, ma potevano essere creati anche nei sanatori e nelle case di riposo, negli ospedali e nelle altre istituzioni mediche ospedaliere, nelle grandi stazioni ferroviarie, negli aeroporti, nei porti marittimi e fluviali, nelle stazioni ai polari e sulle navi che salpano il giorno delle elezioni. I seggi elettorali erano inclusi nelle circoscrizioni elettorali di riferimento o del luogo di partenza di navi e aerei.

##### Commissioni elettorali
Prima delle elezioni, venivano istituite per ogni suddivisione amministrativa delle commissioni elettorale formate da rappresentanti del PCUS, dei sindacati, del Komsomol, delle cooperative e di altre organizzazioni pubbliche, dei collettivi di lavoro e delle forze armate.
Entro cinque giorni dalla convocazione delle elezioni, il Presidium del Soviet Supremo doveva approvare la composizione della Commissione elettorale centrale, formata da un presidente, un vicepresidente, un segretario e 26 membri. A loro volta venivano create commissioni elettorali per il Soviet delle Nazionalità (approvate dai Presidium dei Soviet supremi locali) e per il Soviet dell'Unione, nonché commissioni a livello di circoscrizioni e seggi.

##### Liste degli elettori
Le liste degli elettori venivano compilate nelle città dal Soviet comunale, nelle città con divisione regionale dal Consiglio distrettuale e nelle aree rurali dal Soviet rurale. Rientravano nelle liste di un Soviet tutti i cittadini aventi diritto al voto e residenti (stabilmente o temporaneamente) nel territorio al momento delle elezioni. Durante la guerra fredda, furono inclusi anche i cittadini residenti in basi all'estero. L'elettore doveva avere compiuto 18 anni entro la data delle elezioni e, in assenza di dati precisi sul giorno e mese di nascita, veniva considerato nato il 1 gennaio dell'anno corrispondente. Un elettore non poteva essere inserito in più di una lista.
Nelle unità militari, le liste venivano compilate dal comando e firmate dal comandante e dal commissario militare, mentre tutti gli altri militari venivano inclusi nelle liste elettorali nel loro luogo di residenza dai rispettivi Soviet locali.
Le liste venivano pubblicate 20-30 giorni prima delle elezioni e un cittadino aveva diritto di presentare ricorso in caso di mancata iscrizione oppure di errori nella trascrizione del nome, del patronimico o del cognome o di altri dati.

#### Selezione dei candidati
Il processo di selezione dei candidati a deputati del Soviet Supremo dell'URSS iniziava dieci giorni dopo l'indizione delle elezioni e terminava 30 giorni prima delle elezioni. Per essere eletti al Soviet Supremo dell'URSS era necessario aver compiuto 21 anni. Fino al 1988, la Costituzione sovietica stabiliva che il diritto di nominare candidati per i deputati apparteneva alle organizzazioni operaie, al PCUS, ai sindacati, al Komsomol, alle cooperative e ad altre organizzazioni pubbliche, ai collettivi di lavoro, nonché alle riunioni del personale militare nelle forze armate.
I candidati venivano nominati all'interno di riunioni e assemblee degli elettori nei collegi elettorali. Ai cittadini e alle organizzazioni pubbliche veniva garantita una discussione sulle qualità dei candidati e il diritto di fare una campagna elettorale nelle riunioni, sulla stampa, in televisione e alla radio. Nelle riunioni pre-elettorali, gli elettori fornivano anche istruzioni ai loro candidati deputati. Di norma, in una circoscrizione veniva nominati due candidati. Se c'erano due candidati, uno avrebbe rappresentato i vertici dell'URSS (segretario generale del Comitato centrale del PCUS, presidente del Consiglio dei ministri, uno dei ministri o segretari del Comitato centrale del PCUS) e l'altro sarebbe stato un candidato locale (capo del comitato regionale locale del PCUS, Eroe locale del lavoro socialista o capo della produzione, ecc.). Una candidatura poteva essere ritirata dal candidato stesso o dall'organizzazione che lo aveva proposto, e la richiesta doveva essere sottoposta in entrambi i casi alla commissione elettorale distrettuale di riferimento. La Commissione elettorale distrettuale o locale poteva rifiutarsi di registrare un candidato e la decisione poteva essere impugnata entro due giorni alla Commissione elettorale centrale.
Le organizzazioni pubbliche, i collettivi di lavoro che avevano nominato i propri candidati o li avevano sostenuti, potevano svolgere la campagna elettorale per loro usufruendo gratuitamente di locali per riunioni e manifestazioni, nonché di mezzi di comunicazione. La campagna veniva interrotta prima del giorno delle elezioni.
Entro 25 giorni dalle elezioni, le commissioni elettorali distrettuali pubblicavano il cognome, il nome, il patronimico, l'età, la professione e il partito di appartenenza di ciascun candidato a deputato del Soviet Supremo dell'URSS e il nome dell'ente pubblico che lo aveva nominato.

#### Votazioni
Il giorno delle elezioni era caratterizzato da un clima di festa: vi erano esibizioni musicali e danze e venivano offerti prodotti difficilmente reperibili. L'affluenza era sempre alta e molti cittadini vedevano il voto come un dovere, mentre altri consideravano le elezioni come un'occasione per acquistare prodotti.
Per votare, un elettore doveva recarsi di persona al seggio e prendere la scheda dopo che la commissione verificava la sua identità e la sua iscrizione nella lista elettorale. Se un elettore non poteva recarsi personalmente al seggio per motivi di salute o altri impedimenti, la commissione poteva consentire una delega a una persona conosciuta all'elettore od organizzare la votazione sul luogo di permanenza dell'elettore.
Sulla scheda elettorale rimanevano uno o due candidati dei quali veniva indicata la professione. Se vi erano due candidati, l'elettore non doveva cancellare il nome del candidato scelto, mentre se vi era un solo candidato bastava depositare la scheda direttamente nell'urna. L'unico modo per esprimere il proprio dissenso era quello di rendere nullo il proprio voto cancellando il nome del candidato oppure scrivendo frasi sulla scheda.

#### Scrutinio e risultati

Distintivo del deputato del Soviet Supremo dell'URSS.

Dopo che il presidente di una commissione elettorale annunciava la fine delle elezioni, le urne venivano aperte e iniziava il conteggio dei voti separatamente per ciascuna circoscrizione elettorale per le elezioni del Soviet dell'Unione e del Soviet delle nazionalità. Le schede non consegnate venivano annullate. Durante lo spoglio dei voti potevano essere presenti i rappresentanti delle organizzazioni pubbliche, dei collettivi di lavoro, nonché i rappresentanti della stampa, della televisione e della radio.
Un deputato veniva considerato eletto quando raggiungeva la maggioranza assoluta nel proprio distretto elettorale, ovvero se aveva ricevuto più della metà dei voti di tutti gli elettori del distretto. La Commissione elettorale distrettuale poteva rifiutarsi di registrare un deputato e dichiarare non valide le elezioni se riscontrava violazioni della legge elettorale, nel conteggio dei voti oppure nella determinazione dei risultati delle elezioni nel distretto elettorale. Un'elezione poteva anche essere dichiarata nulla se vi aveva partecipato meno della metà degli elettori inseriti nelle liste elettorali o per la morte di un candidato, nel caso vi fosse iscritto al collegio un solo candidato. In tal caso, le elezioni venivano ripetute nel distretto interessato entro due settimane (un mese nel 1977).
I risultati del conteggio dei voti e l'elenco dei deputati eletti venivano pubblicati sulla stampa dalla Commissione elettorale centrale la settimana successiva alle elezioni.

## Riforma del 1988
Il 1 dicembre 1988 venne adottata una nuova legge dell'URSS "Sulle elezioni dei deputati del popolo dell'URSS" e furono apportate modifiche alla Costituzione: il Congresso dei deputati del popolo dell'Unione Sovietica divenne il nuovo organo elettivo e supremo dello Stato, mentre il Soviet Supremo divenne un organo di controllo permanente del potere statale eletto dal Congresso dei deputati del popolo.
Per le elezioni del congresso dei deputati del popolo, il Partito Comunista perse il diritto di nominare candidati nei distretti elettorali. A tutte le organizzazioni pubbliche ufficialmente riconosciute era riservata l'elezione diretta di 750 deputati o di almeno un terzo dei deputati totali, con 100 seggi scelti dal PCUS. I restanti due terzi erano riservati ai deputati eletti nei distretti elettorali e a quelli rappresentanti la popolazione divisa in territori nazionali.
I membri del Consiglio dei ministri dell'URSS, ad eccezione del presidente del Consiglio, dei capi di dipartimento dell'URSS, del presidente e dei membri della Corte suprema dell'URSS, il capo arbitro dello Stato e degli arbitri statali dell'URSS, il presidente e i membri della Comitato di supervisione costituzionale dell'URSS, non potevano essere contemporaneamente deputati del popolo. La possibilità di candidarsi venne estesa anche ai membri di organizzazioni religiose.
Nella scheda elettorale, erano presenti in ordine alfabetico tutti i candidati registrati, indicando il cognome, il nome, il patronimico, l'occupazione, il luogo di lavoro e la residenza di ciascun candidato. Durante le elezioni, l'elettore doveva cancellare il cognome del candidato contro il quale votava.

## Elezioni pansovietiche

### Congresso dei Soviet
- 1922
- 1924
- 1925
- 1927
- 1929
- 1931
- 1935
- 1936

### Soviet Supremo
- 1937
- 1946
- 1950
- 1954
- 1958
- 1962
- 1966
- 1970
- 1974
- 1979
- 1984

### Congresso dei deputati del popolo
- 1989

## Critiche
Il sistema elettorale sovietico era stato accusato di non essere realmente democratico a causa del monopartitismo, della preselezione dei candidati da parte del PCUS e dell'assenza di una reale opposizione.